# Bò Ongole
Bò Ongole là một giống bò bản địa có nguồn gốc từ huyện Prakasam ở bang Andhra Pradesh, Ấn Độ. Tên của giống bò này bắt nguồn từ địa danh Ongole. Giống bò Ongole, Bos Indicus, có nhu cầu lớn vì nó được cho là có sức đề kháng với cả bệnh lở mồm long móng và bệnh bò điên. Những con bò này thường được sử dụng trong cuộc chiến đấu bò ở Mexico và một số phần của Đông Phi do sức mạnh và sự hung hăng của chúng. Bò giống này cũng được cho tham gia vào các trận đấu bò truyền thống ở Andhra Pradesh và Tamil Nadu. Các nhà lai tạo gia súc sử dụng khả năng chiến đấu của những con bò đực để chọn loại giống thích hợp để nhân giống về độ thuần chủng và sức mạnh.